# 丘萨福泰
丘萨福泰（義大利語：Chiusaforte），是意大利弗留利-威尼斯朱利亚大区乌迪内省的一个市镇。总面积100平方公里，人口722人，人口密度7.2人/平方公里（2009年）。ISTAT代码为030025。